# Инес Кресовић
Инес Кресовић (20. фебруар 1984) бивша је српска кошаркашица.
Играла је за Црвену звезду, Бешикташ, Сан Рафаеле, Пеј Де, Гран Канарију, Олесу и Сарагосу.
За репрезентацију Србије играла је на Европским првенствима 2007. године, где је постигла укупно 10 поена, и 2009. године, где је постигла укупно 11 поена.